# Ludwik Rudolf z Brunszwiku-Lüneburga
Ludwik Rudolf z Brunszwiku-Lüneburga, niem. Ludwig Rudolf von Braunschweig-Wolfenbüttel (ur. 22 lipca 1671 w Wolfenbüttel, zm. 1 marca 1735 w Brunszwiku) – książę Brunszwiku-Wolfenbüttel. Syn Antoniego Ulricha Brunszwickiego i jego żony Elżbiety Julianny ze Schlezwika-Holsztynu-Norburg.
22 kwietnia 1690 roku poślubił Krystynę Luizę Oettingen (1671-1747). Z tego związku narodziło się czworo dzieci:
- Elżbieta Krystyna (1691-1750) – poślubiła Karola Habsburga późniejszego cesarza Świętego Cesarstwa Rzymskiego panującego jako Karol VI, była matką cesarzowej Marii Teresy.
- Szarlota Augusta ur. 23 lipca 1692, zm. 8 sierpnia 1692.
- Szarlota Krystyna (1694-1715) – poślubiła Aleksego Piotrowicza Romanowa syna cesarza Rosji Piotra I Wielkiego, była matką cesarza Piotra II Romanowa.
- Antonina Amalia (1696-1762) – została żoną Ferdynanda Albrechta II z Brunszwiku-Lüneburg, jej wnukiem był m.in. Fryderyk Wilhelm II król Prus oraz cesarz Rosji Iwan VI Romanow.

Po jego śmierci w 1735 roku księstwo Bruszwiku zostało zjednoczone pod berłem Ferdynanda Albrechta II z Brunszwiku-Lüneburga.